# Capela de São Sebastião (Alfundão)
A Capela de São Sebastião é um edifício religioso situado na aldeia de Alfundão, no concelho de Ferreira do Alentejo, em Portugal.

## Descrição
A Capela de São Sebastião está situada na aldeia de Alfundão, na freguesia de Alfundão e Peroguarda.